# Rush Hour 2
Rush Hour 2 es una película buddy perteneciente a los géneros policíaco y de artes marciales de 2001. Es la segunda cinta en la serie cinematográfica Rush Hour, tratándose de una secuela a la película Rush Hour de 1998. El elenco principal estuvo integrado por Jackie Chan y Chris Tucker quienes interpretan nuevamente sus roles como el Inspector Lee y el policía de Los Ángeles James Carter, respectivamente.
La película se estrenó el 3 de agosto de 2001 en Estados Unidos y recaudó USD 347 325 802 a nivel mundial, pasando a convertirse en una de las quince películas más exitosas de ese año, así como en la cinta de artes marciales en imagen real con mayores ganancias en toda la historia, y en la segunda película con mayores recaudaciones del mismo género pero a nivel general (tomando en cuenta el cine de animación), solo por debajo de Kung Fu Panda.

## Argumento
Una bomba explota en la embajada de Estados Unidos en Hong Kong matando dos agentes. En ese momento Carter, el detective de Los Ángeles se encuentra en la misma ciudad tomando vacaciones y también visitando a su amigo el inspector Lee, mientras ambos pasean por la ciudad, Lee es advertido por su jefe de la explosión y le pide asumir la investigación del caso algo que le molesta a Carter que aunque estando en vacaciones le ha tocado acompañar a Lee en sus casos, Lee para desmentirlo lo invita a un bar karaoke. En el bar Carter observa a un chino cantando mal Don't Stop 'til You Get Enough y toma su lugar cantando el mismo tema. Lee finge ir al baño, resultando que dicho bar era propiedad de Ricky Tan, jefe de las Tríadas y viejo amigo de Lee aunque sospechoso de la bomba en la embajada y de la muerte del padre de Lee, quien también fue policía. Al ver a Carter cantando Lee le confiesa con disimulo a Carter que están encubiertos para capturar a Ricky Tan, Carter engañado pero queriendo ayudar trata de hablar con la gente del bar aunque no lo toman en serio debido a su mal hablado del chino, por ello le pide a Lee traducirle a la gente pero Lee le hace creer a la gente que Carter está ebrio, todo ello los delata ante los matones de Tan encabezados por Hu Li, una hermosa mujer mano derecha de Tan. Lee persigue a los gánsteres a un edificio, con un andamio de bambú, donde logra derrotar a varios hasta llegar a la cima donde Hu Li lo deja colgando en uno de los bambúes del andamio, Carter logra seguir a Lee (subiendo las escaleras del edificio) donde también queda colgando junto con Lee gracias también a Hu Li, ambos policías caen en un puesto de pescado luego de que las cuerdas que sujetaban los palos de bambúes se rompieran paulatinamente.
Al día siguiente Carter se enoja con Lee por haberle mentido la noche anterior, Lee para compensarlo lo lleva a un spa llamado Entre el cielo y la tierra donde ambos reciben masajes y atenciones hasta que ambos observan que Ricky Tan también esta en el spa,(bastante conveniente)Carter se dirige a él para capturarlo a pesar de las advertencias de Lee, Tan se burla de Carter y éste para provocarlo destroza su laptop, Lee interviene y le pide ir a la jefatura para saber su presunta responsabilidad en la muerte de los agentes americanos, pero Tan se va dejando a sus guardaespaldas peleando contra Carter y Lee quienes los derrotan, pero en ese momento son atrapados por Hu Li y más matones de Tan quienes dejan semidesnudos a Carter y a Lee en medio de las calles de Hong Kong. Por su parte el agente Sterling del Servicio Secreto de los Estados Unidos tiene como misión esclarecer la muerte de los agentes y le pide a la policía no involucrarse en el asunto. Tras ser vistos semidesnudos entrando a la jefatura; Carter y Lee se visten y discuten más aún Carter indignado por la actitud de Lee de siempre vivir dentro de su trabajo y no tomarse un descanso. Lee se entera luego por parte de Sterling que los agentes asesinados no eran traductores como se suponía sino aduaneros que estaban investigando contrabando de Tan. Carter por su parte sale buscando el spa ya que había dejado su pasaporte ahí, Lee observa por su parte como su oficina explota por un paquete bomba, puesto por la misma mensajera que había puesto la bomba en la embajada y presuntamente enviada por Tan, y Lee cree que Carter ha muerto en la explosión. Carter tras comprar una chaqueta china llega a un puesto de pollos preguntando por el spa pero se termina llevando un pollo vivo y sigue secretamente en un taxi a Tan luego de verlo hasta su yate. Lee llega al lugar enviado por su jefe ignorando la orden de Sterling de no intervenir. En el yate Carter conoce a una hermosa mujer llamada Isabella Molina, la cual era acompañante del multimillonario hotelero Steven Reign, Lee llega también buscando a Tan y se sorprende al ver a Carter vivo, ambos son llevados hacia Tan, quien discutía con Hu Li, y Tan argumenta no haber puesto la bomba en la embajada pero posiblemente uno de sus hombres debido a una guerra entre bandas y le pide protección a Lee, en ese momento Hi Li dispara a Tan aparentemente matándolo y Lee se enfrenta a sus guardaespaldas en una pelea derrotándolos. Carter quien se encontraba en el piso superior del yate trata de detener a Hu Li pero ella le golpea dejándolo inconsciente aunque viendo una actitud tranquila en Reign. Sterling molesto por la intromisión de Lee y la policía china en el caso le ordena no interferir ni por venganza, Lee decide llevar a Carter al aeropuerto donde Carter decepcionado por ocultarle su relación con Tan, Lee le explica que años atrás su padre y Tan fueron policías hasta que Tan se unió a la mafia pero antes de que el padre de Lee probara eso fue asesinado, Carter le pide ir con él a Los Ángeles. Durante el viaje Carter le expone a Lee la posible relación de negocios entre Tan y Reign.
Ambos policías hospedados en los apartahoteles Reign en Los Ángeles observan a Isabella desvestirse y luego recibir un paquete enviado por la misma mensajera que había dejado el paquete en la embajada y la oficina de Lee por lo que suponen que es una bomba, al llegar a la suite de ella se llevan el paquete para arrojarlo pero en la azotea del edificio Lee se niega a arrojarlo debido a que hay transeúntes en la calle, Isabella se revela como agente encubierta del Servicio Secreto y dicho paquete eran enormes fajos de billetes de 100 US$. En su suite Isabella dice a ambos policías su misión de desbaratar una operación de falsificación de dólares de Tan y Reign conocida como Superbilletes teniendo como principal herramienta una replica de dos placas de impresión de billetes comprada por Tan en el mercado negro y cuyo original dueño era el Sha de Irán quien la había recibido del gobierno de Estados Unidos, Isabella les muestra la falsificación notoria al quemar el billete; si quemaba en negro era auténtico, si quemaba en rojo era falso. Los tres agentes deciden trabajar juntos y al rato Lee y Carter acuden a ver a Kenny, un exconvicto afroamericano conocido de Carter propietario de un restaurante chino cuya tapadera cubre un sitio de apuestas. Kenny ayuda a ambos policías debido a que un chino había perdido 3000 dólares pero que al pagarlos sabía que los billetes eran falsos, Carter lo comprueba al quemar uno de los billetes (viendo que quemaba en rojo) y al día siguiente ambos policías acuden al hotel Reign plaza donde preguntan por el apostador pero el recepcionista se da a la fuga y ambos policías son interceptados por la mafia e Isabella golpea a Lee dejándolo inconsciente y él y Carter son secuestrados por las tríadas, Lee se da cuenta de que al golpearlos Isabella les salvó de ser asesinados por Hu Li. Carter y Lee logran liberarse aun estando encerrados en un tráiler con estatuas chinas llenas de dinero, al salir del tráiler Lee y Carter se dan a la fuga descubriendo que están en Las Vegas y además que Reign lava dinero falso en su Hotel-Casino Dragón Rojo.
La pareja de policías compra ropa nueva para poder entrar desapercibidos en el casino e Isabella toma a Lee y bailando le dice que las placas de impresión estás escondidas en uno de los cuartos de conteo de dinero. Lee le informa a Carter y al ver que el sitio está bien custodiado decide armar una situación de aparente intolerancia racial en una mesa de craps. Luego de despistar la seguridad, Lee logra entrar pero es rápidamente descubierto y secuestrado por Hu Li quien introduce en su boca una pequeña pero potente bomba controlada remotamente, Hu Li lleva a Lee a una habitación de seguridad donde descubre que Tan está vivo y Tan al ver que Reign iba por las placas decide ir por él y ordena a Hu Li torturar a Lee y asesinar a Carter quien estaba ganando mucho dinero en el craps. Una vez Tan abandona la habitación Isabella intenta arrestar a Hu Li antes que torturara a Lee pero ambas mujeres se enfrentan quedando Isabella herida en un brazo por su propia arma manipulada por Hu Li mientras que Lee logra derrotar a los matones que lo custodiaban y evita que Hu Li active la bomba. Los disparos hacen que la gente huya del casino y Carter confronta a varios guardias de seguridad, mientras que Lee busca el detonador de la bomba por el piso del casino, Lee logra escupir la bomba ayudado por Carter poco antes de que Hu Li la detonara al encontrar el control remoto. Lee se dirige a buscar a Tan mientras que Carter se enfrenta a Hu Li quien trata de matarlo pero cae fuera de combate. Tan llega al penthouse viendo a Reign llevarse las placas lo asesina apuñalándolo y en ese momento llega Lee tratando de impedir que huya y en una rápida maniobra Lee encañona a Tan con la pistola del asesinado Reign, en el momento en que Carter lo alcanza y Tan confiesa ser el asesino del padre de Lee contándole los últimos instantes de su padre; no suplicó por su vida ni pidió pactar, su última voluntad era no asesinar a Lee algo que para Tan era patético. Las palabras hacen que Carter incite a Lee a darle muerte a Tan pero este en una rápida maniobra se enfrenta a ambos policías y cuando trata de asesinar a Carter, Lee patea a Tan hacia la ventana provocando que cayera hasta un taxi provocando su muerte, Hu Li en ese instante aparece con una bomba pretendiendo inmolarse con Carter y Lee pero estos dos escapan deslizándose por los faros chinos que decoran el casino y cayendo a la calle salvándose de ser arrollados por un tráiler, mientras que Hu Li muere en la explosión.
Posteriormente Sterling a regañadientes felicita a Lee por colaborarles e Isabella agradecida con Lee por haberla ayudado y creído en ella comparten un beso juntos y parte con destino a Nueva York, al rato Lee se despide de Carter pretendiendo volver a Hong Kong y le da a Carter la antigua placa de su padre y Carter a cambio le da 10 000 dólares que había ganado en el Caesars Palace y ante la negativa de Lee, Carter lo incita a tomarse vacaciones y ambos deciden ir a Nueva York, yéndose bailando Don't Stop 'Til You Get Enough.

## Reparto
| Actor                | Personaje                           | Notas                            |
| -------------------- | ----------------------------------- | -------------------------------- |
| Jackie Chan          | Jefe Inspector Lee                  |                                  |
| Chris Tucker         | Detective James Carter              |                                  |
| John Lone            | Ricky Tan                           |                                  |
| Zhang Ziyi           | Hu Li                               |                                  |
| Roselyn Sánchez      | Agente Isabella Molina              |                                  |
| Alan King            | Steven Reign                        |                                  |
| Harris Yulin         | Agente Sterling                     |                                  |
| Kenneth Tsang        | Capitán Chin                        |                                  |
| Lisa LoCicero        | Recepcionista                       |                                  |
| Mei Melançon         | Chica en auto                       | Acreditada como Meiling Melancon |
| Maggie Q             | Chica en auto #2                    |                                  |
| Don Cheadle          | Kenny                               | No acreditado                    |
| Audrey Quock         | Esposa de Kenny                     |                                  |
| Ernie Reyes, Jr.     | Zing                                |                                  |
| Joel McKinnon Miller | Tex                                 |                                  |
| Cynthia Pinot        | High Roller Girl                    |                                  |
| Jeremy Piven         | Vendedor de Versace                 |                                  |
| Brad Allan           | Guardia de seguridad de Dragón Rojo | No acreditado                    |
| Philip Baker Hall    | Capitán William Diel                | Escenas suprimidas               |
| Oscar Goodman        | Él mismo                            | Escenas suprimidas               |